# Ирбит (река)
Ирби́т (сиб. 

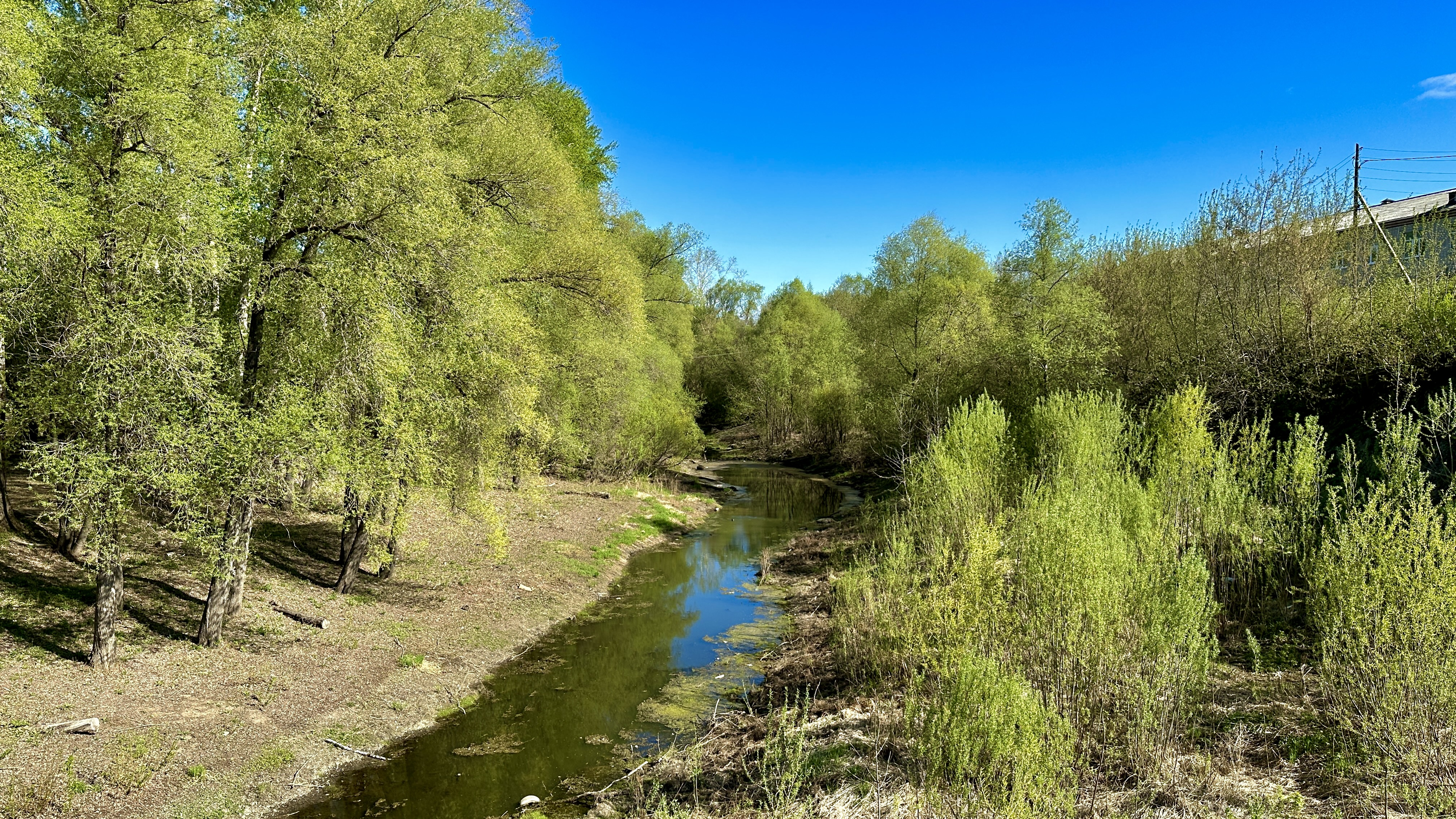
В Ирбите

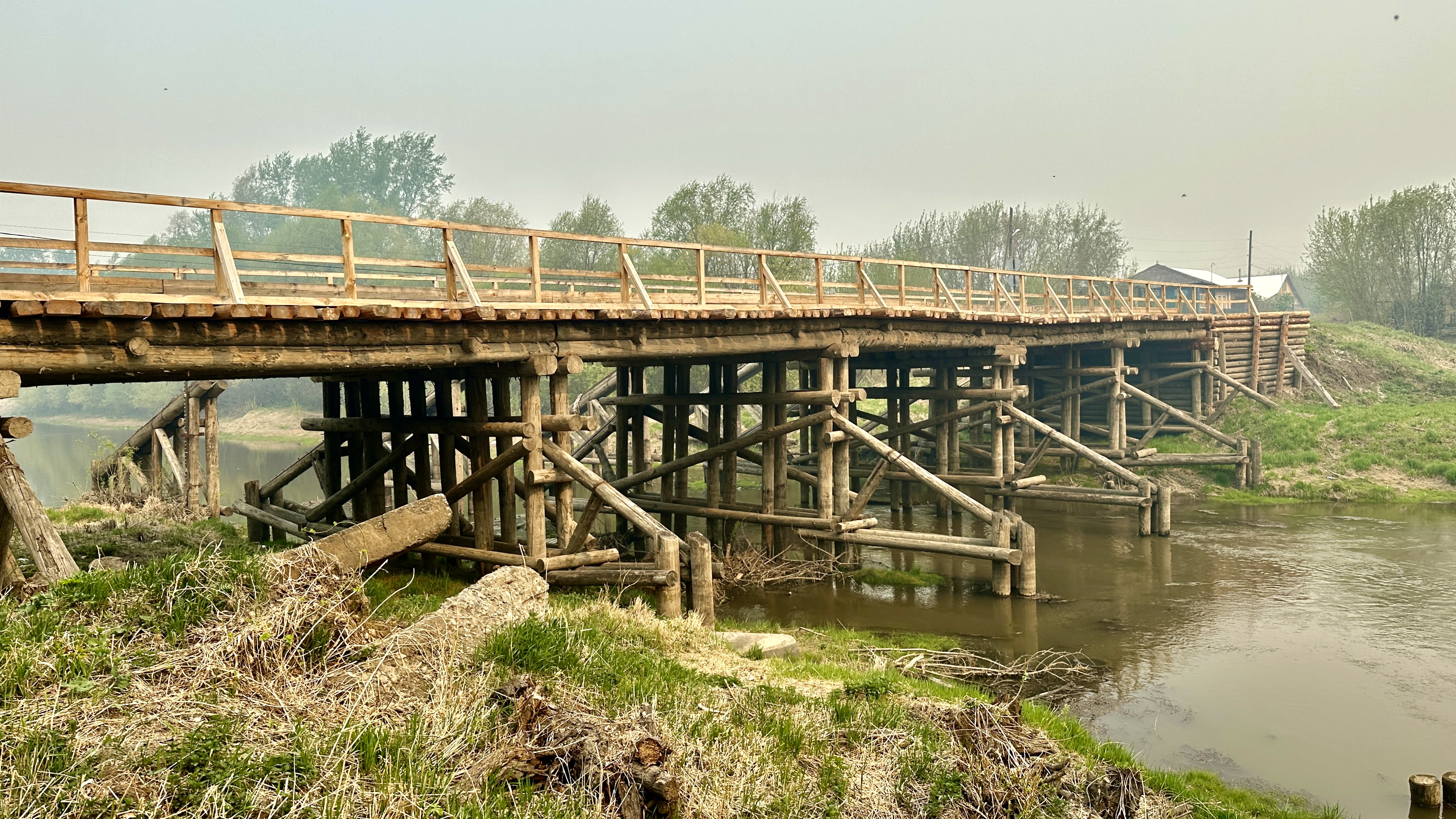
Мост на улице Орджоникидзе в Ирбите

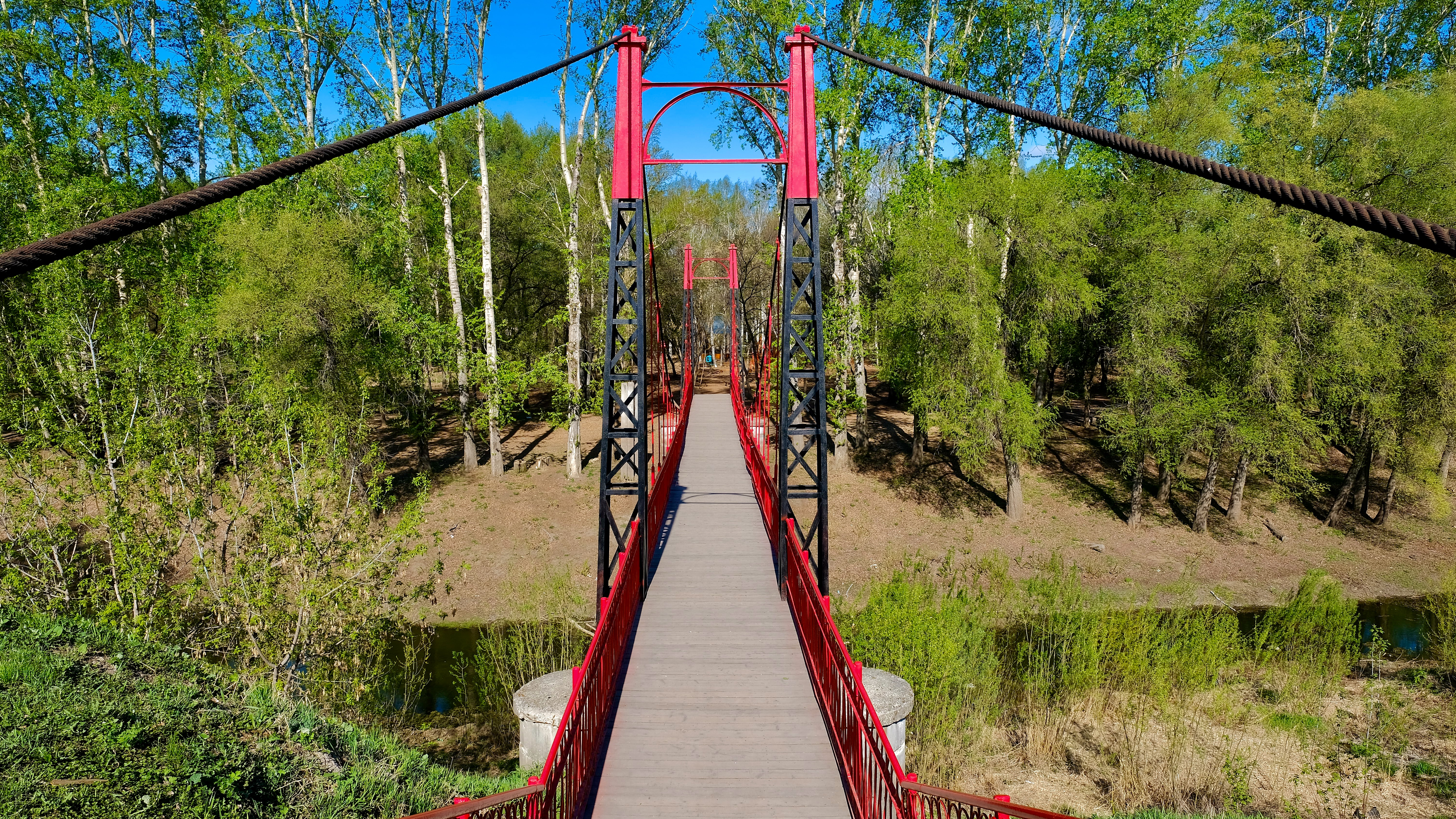
Пешеходный мост в Ирбите

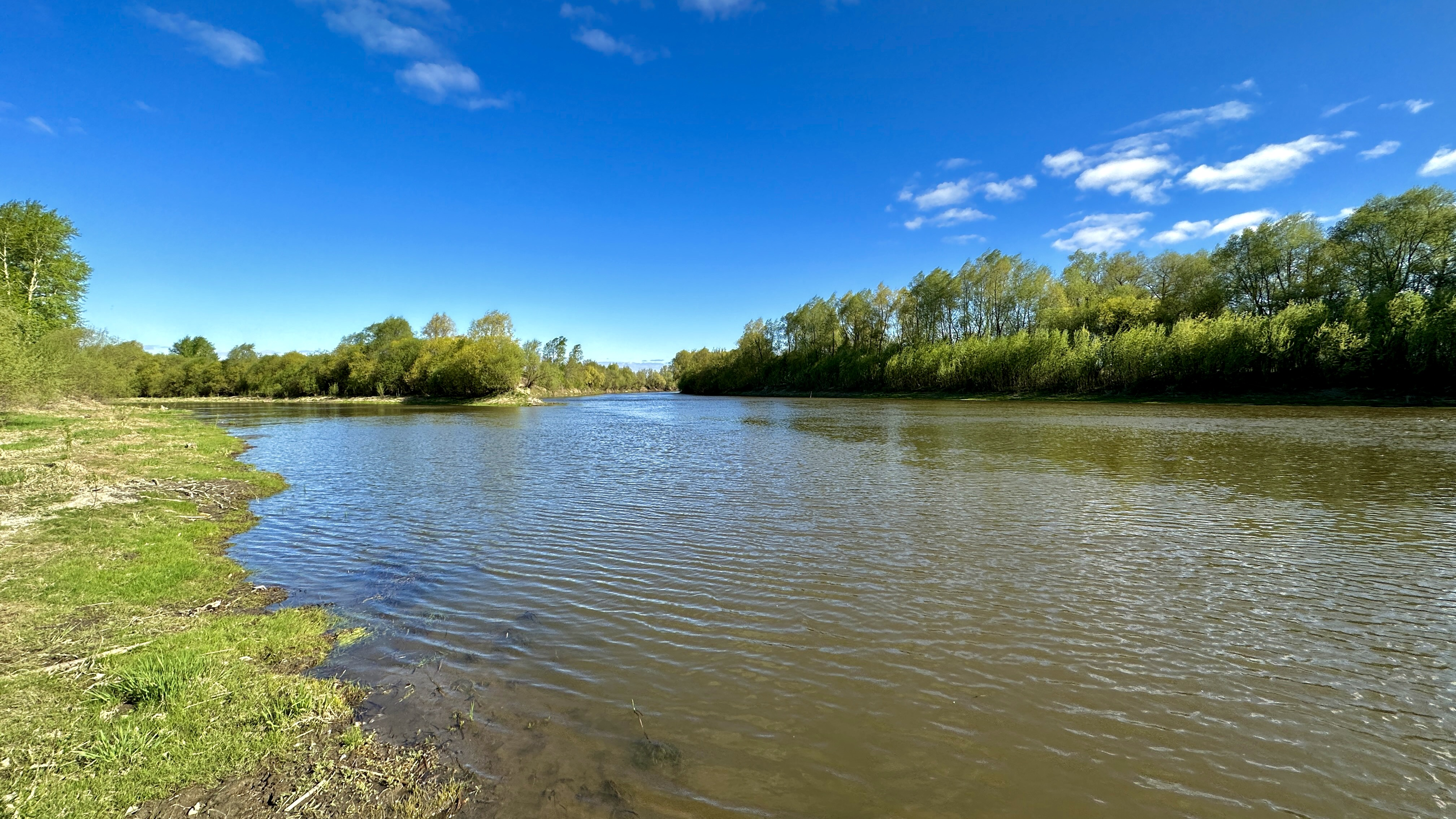
Устье при впадении в Ницу

Ирбей) — река в Свердловской области России, правый приток Ницы. Длина — 171 км.

## Этимология
Профессор А. К. Матвеев даёт такое объяснение: «По облику это типично тюркское слово. В татарском языке — а источник надо искать прежде всего в нём — есть и вполне подходящее слово ир — „мужчина, герой, богатырь“, а как диалект — „земля, страна“. На башкирском Бий — „родовой вождь“, татарский язык очень близок к башкирскому и географически, и по строю, и по составу словаря».

## География
Длина реки Ирбит составляет 171 км, площадь водосборного бассейна — 5640 км². Река берёт своё начало в районе города Сухого Лога, который находится на реке Пышме, и далее течёт в северо-восточном направлении между Пышмой и Ницей. В границах города Ирбита впадает справа в реку Ницу, в 165 км от её устья.
Река протекает в пределах Свердловской области, по землям Сухоложского, Артёмовского, Ирбитского районов и города областного значения Ирбита, в границах которых созданы муниципальные образования: городской округ Сухой Лог, Артёмовский городской округ, Ирбитское муниципальное образование и муниципальное образование «город Ирбит» соответственно.

## Притоки
- 11 км: Вязовка (левый)
- 52 км: Кочевка (левый)
- 54 км: Бобровка (левый)
- 64 км: Боровая (правый)
- 80 км: Чернушка (правый)
- 88 км: Ляга (правый)
- 119 км: Шайтанка (правый)
- 142 км: Бобровка (левый)
- 146 км: Ближний Буланаш (левый)
- 157 км: Дальний Буланаш (левый)

## Населённые пункты
По течению Ирбита на нём расположены следующие населённые пункты (от истока до устья):
- посёлок Белый Яр,
- село Писанец,
- посёлок Сосновый Бор,
- посёлок Красногвардейский (ранее — Ирбитский Завод),
- село Шмаковское,
- деревня Якшина,
- село Буланова,
- село Килачёвское,
- село Белослудское,
- деревня Молокова,
- посёлок Зайково,
- деревня Речкалова,
- деревня Симанова,
- деревня Кириллова,
- деревня Чусовляны,
- деревня Шмакова,
- деревня Фомина,
- деревня Буланова,
- деревня Мельникова,
- город Ирбит.

## Данные водного реестра
По данным государственного водного реестра России относится к Иртышскому бассейновому округу, водохозяйственный участок реки — Ница от слияния рек Реж и Нейва и до устья, речной подбассейн реки — Тобол. Речной бассейн реки — Иртыш.
Код объекта в государственном водном реестре — 14010501912111200006975.